# 宮本忠博
宮本 忠博（みやもと ただひろ、1964年6月21日 - ）は、中京圏を拠点に活動するローカルタレント。巣山プロダクション所属。
血液型はA型。身長160cm。愛称はみやもっちゃん。また、色黒であることから、過去にはレンタン（練炭の意）という愛称で呼ばれていたこともある。

## 経歴
愛知県江南市出身。愛知県立小牧工業高等学校(現・愛知県立小牧工科高等学校)、中部工業大学（現・中部大学）工学部機械工学科卒。大学3年生の時にラジオ番組を担当してから39年にわたり、東海地区のテレビやラジオに出演している。テレビ番組では特にグルメリポートを担当することが多い。
1990年代には『ミックスパイください』で共演していた鉄崎幹人、戸井康成、MORI MOMOらとともに「オーバーワーク」というコントグループを結成し、東海地方のライブハウスなどでコントを披露していた。
2011年、春日井蛙プロジェクトを立ち上げる。2013年、愛知県春日井市にて自らの企画・プロデュース・出演で「春日井カエルまつり」を開催。本人も少なからずカエルコレクションをしている。
2014年から春日井広報大使を委嘱される。　

## 出演

### テレビ番組
- 名古屋発そこが知りたい → 名古屋発!新そこが知りたい（1989年 - 1999年3月、CBCテレビ）
- ミックスパイください（1990年4月 - 1999年3月、CBCテレビ）
- コケコッコー（1992年4月 - 1993年3月、名古屋テレビ） - ドラゴンズコーナーを担当。
- 三枝の情報生テレビ うわさのミミンバ!（1994年10月 - 1995年9月、東海テレビ）
- ドラマランド11 ご立派すぎて（1996年、名古屋テレビ）
- 月曜日が待ち遠しい!（1997年10月 - 1998年3月、東海テレビ） - 「かいけつ!お子様調査隊」のコーナーを担当。
- ぴーかんテレビ 元気がいいね! → ぴーかんテレビ（1998年4月 - 2011年8月、東海テレビ） - 主にリポーターを担当していたが、『ぴーかんテレビ』へのリニューアル後はスタジオ出演が多くなった。放送末期では「どーも気になる!」を担当。当初は土曜版にも出演していた。
- ユーガッタ!CBC（1999年3月 - 2000年3月、CBCテレビ）
- 板東英二のここに住マッシュ! → 板東英二の虹スタ!（2003年4月 - 2007年3月、テレビ愛知）
- WAYAYA丼（2003年10月 - 2003年12月、メ〜テレ）
- ワクドキ!元気（2004年5月 - 2008年4月、三重テレビ） - 2007年4月からは月に1回のレギュラーコーナー「名古屋発・宮本っチャンネル」を担当。
- TCCトラベル ワンダフルトリップ（2009年4月 - 2012年1月、東海ケーブルチャンネル）
- まちほれワンワン!（2010年1月 -2021年3月 、メディアスチャンネル）
- 3時のつボッ! 〜ナゴヤ応援TV〜（2011年9月 - 、テレビ愛知） - 月曜中継コーナー「ウルトラ値切り隊」を担当。
- プレイバックde防犯（2011年10月 - 2011年11月、テレビ愛知）
- 名古屋しゃちほこ学園（2013年4月 - 2014年3月、テレビ愛知）
- SKE48の火曜アルバイト劇場（2014年7月 - 2014年12月、CBCテレビ）
- ボイメンの愛知きしめん家族（2015年 2016年 2017年、テレビ愛知）
- ぶらり名所図絵～歴史絵解き旅～(2019年4月-2021年3月、ケーブルテレビCCNet他)
- 福田彩乃は洗車ができない!?(2019年8月-2019年12月、BSフジ)
- ぎふナビ!（2020年4月-2022年3月、ぎふチャン）
- 推しみせサーチ！(2021年4月-2023年3月、ひまわりネットワーク)
- SKE48の未完全TV（2023年11月- 2025年3月、テレビ愛知）未完全ダービー進行担当。

### ラジオ番組
- 君も挑戦 ラジドラメーション（岐阜放送）[1]
- ヤングスタジオ1431 （1986年4月 - 1995年9月、AM岐阜ラジオ）[1]
- 毎度!宮忠笑店（1995年7月 - 1996年3月、AM岐阜ラジオ）
- CD RADIO （1996年10月 - 1998年9月、CBCラジオ）
- ツー快!お昼ドキッ（2000年10月 - 2003年3月、CBCラジオ） - 月曜・火曜・水曜の「トヨタ街角ステーション」のコーナーを担当。
- 宮本忠博のミュージックランキング（2004年6月 - 2005年3月、東海ラジオ）

### CM
- キクヤグループ（1993年、中京広域圏ローカルCM）
- 下呂温泉 ホテルくさかべアルメリア（中京広域圏ローカルCM）
- 名古屋鉄道・名鉄不動産 名鉄の分譲タウン（中京広域圏ローカルCM）
- 山忠食品工業 もずく（三重テレビローカルCM）
- タマコシ日曜ドッキリ市　(中京広域圏ローカルCM)
- キリンビール - 中京広域圏向けに制作されたラジオCMのみに出演。他の地方用に制作されたCMには出演していない。
- 道三めん なごやラーメン
- イエローハット - 中京広域圏向けに制作されたテレビCMとラジオCMのみに出演。他の地方用に制作されたCMには出演していない。
- スガキヤ スキダガヤ篇（2011年3月 -2014年12月 、中京広域圏ローカルCM）
- 水の救急車（2012年2月 - 2015年1月、中京広域圏ローカルCM）[3]
- マイケア「イタドリ」「一望百景」

### 映画
- フィリピンパブ嬢の社会学（2024年、公開）　主人公の父：中島陽平

講師
- 太田プロエンターテインメントカレッジ 名古屋校